# Тихонов, Николай Викторович

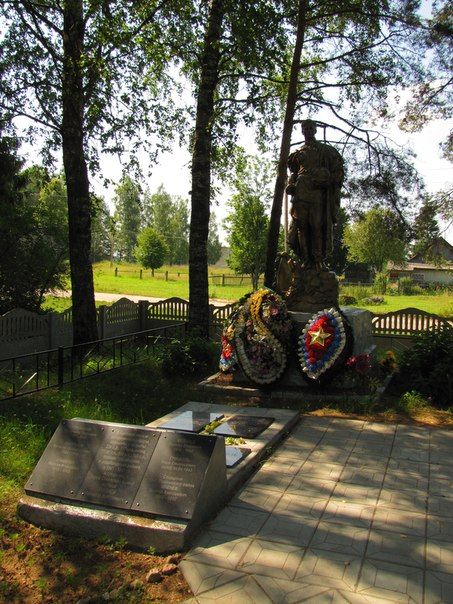
Братская могила, где похоронен Тихонов. Общий вид

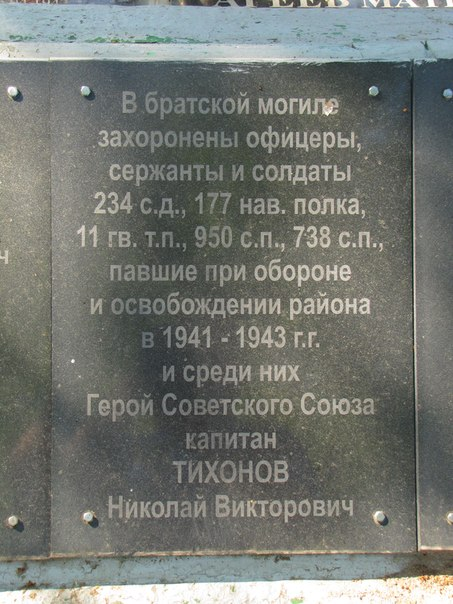
Табличка на братской могиле

Николай Викторович Тихонов (1914—1943) — капитан Рабоче-крестьянской Красной Армии, участник Великой Отечественной войны, Герой Советского Союза (1944).

## Биография
Родился 4 декабря 1914 года в Ораниенбауме (ныне — город Ломоносов Ленинградской области). Детство провёл в деревне Бор Весьегонского района Тверской области (ныне — территория Череповецкого района Вологодской области). Окончил начальную школу и школу второй ступени, после чего жил в Ленинграде, учился в школе фабрично-заводского ученичества, работал кузнецом. 
В 1935 году был призван на службу в Рабоче-крестьянскую Красную Армию. В 1937 году окончил Ленинградскую военную авиатехническую школу, в 1939 году — Качинскую военную авиационную школу лётчиков. С июня 1941 года — на фронтах Великой Отечественной войны. Принимал участие в боях на Брянском, Западном, Северо-Западном и Калининском фронтах.
К сентябрю 1943 года капитан Николай Тихонов командовал эскадрильей 42-го истребительного авиаполка 240-й истребительной авиадивизии 3-й воздушной армии Калининского фронта. К тому времени он совершил 229 боевых вылетов, принял участие в 59 воздушных боях, лично сбив 16 вражеских самолётов и 1 в группе, ещё 2 самолёта уничтожил на земле. 
10 сентября 1943 года в районе Духовщины самолёт Николая Тихонова был сбит, лётчик погиб. Похоронен в братской могиле в деревне Воронцово Духовщинского района Смоленской области.
Указом Президиума Верховного Совета СССР «О присвоении звания Героя Советского Союза офицерскому составу военно-воздушных сил Красной Армии» от 4 февраля 1944 года за «образцовое выполнение боевых заданий командования на фронте борьбы с немецкими захватчиками и проявленные при этом отвагу и геройство» был удостоен посмертно высокого звания Героя Советского Союза. 
Также был награждён орденом Ленина, тремя орденами Красного Знамени, орденом Отечественной войны 1-й степени, рядом медалей. Навечно зачислен в списки личного состава воинской части.
Память
В его честь названа улица в Весьегонске.